# Rekowa
La Rekowa est une rivière de Pologne prenant sa source sur le territoire du village Gardzin dans la gmina de Resko. C'est un affluent de la Rega, autour de Płoty.